# Kings of the South
Kings of the South — спільний студійний альбом американських реперів Lil' Flip та Z-Ro, виданий 29 березня 2005 р. лейблами Clover Geez Records і PayDay Records. Виконавчі продюсери: Lil' Flip, Z-Ro, The Streets of the South. Фото: Be Studios. Артдиректор: Клайд Безайл-молодший. Дизайн: Blackat Productions. Фотограф: Браян Едісон.

## Список пісень
Продюсери: Lil' Flip (№ 1, 6), Z-Ro (№ 4, 11), Майк Дін (№ 12), Oomp Camp (№ 10), Price (№ 2-3, 5, 7-9, 13).
1. «King of the South» — 3:16
2. «Fuck Dat Nigga» (з участю Will-Lean, B.G. Duke та Point Blank) — 5:24
3. «Burbans & Lacs» — 4:20
4. «Uncut» — 2:38
5. «Grown Man» — 4:00
6. «Da Cops» (з участю Trae) — 4:51
7. «Art of War» — 5:12
8. «Whut Up Now» (з участю Will-Lean) — 3:47
9. «Remember Me» — 3:59
10. «Get It Crunk» (з участю Yukmouth) — 5:44
11. «Never Take Me Alive» (з участю Will-Lean, Black Al Capone та Trae) — 5:18
12. «Never Let the Game Go» — 5:20
13. «Screwed Up Click» (з участю Will-Lean, Point Blank та C-Note) — 4:53

## Чартові позиції
| Чарт (2005)               | Найвища позиція |
| ------------------------- | --------------- |
| US Top Independent Albums | 48              |
| US Top R&B/Hip-Hop Albums | 57              |